# Acllahuasi

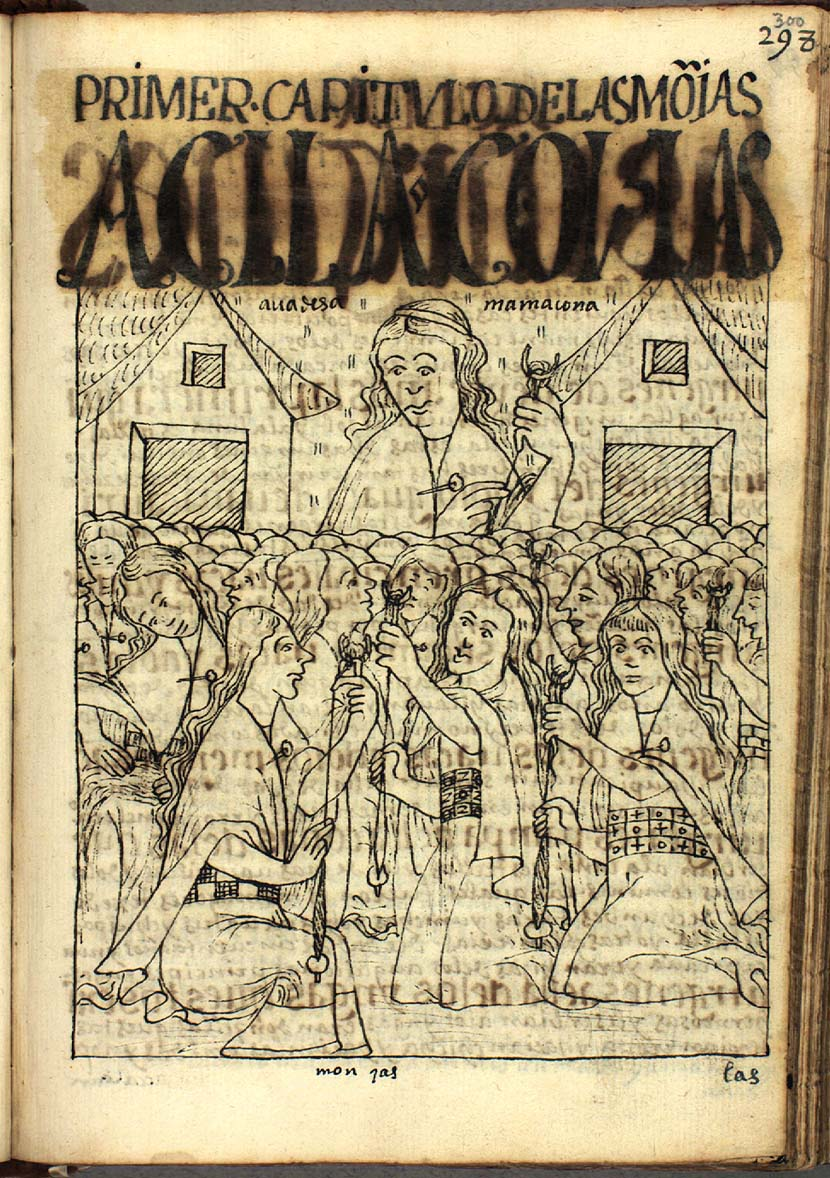
Las akllakuna representados por Guamán Poma de Ayala.

Los acllahuasi (del quechua akllawasi que significa 'casa de las escogidas') hace referencia a una red de edificios residenciales de las acllas, que eran los grupos de mujeres especializadas en actividades productivas, particularmente en la textilería, cerámica y preparación de chicha, y que estaban obligadas a prestar servicios laborales al estado inca. Estos edificios se encontraban distribuidos en todos los centros provinciales del Tahuantinsuyo.
Según Garcilaso de la Vega, las mujeres entraban a los acllahuasi a la edad de 8 años para garantizar la virginidad de las mismas —condición indispensable—, además de ser cuidadas por eunucos y sacerdotisas (mamacunas).
Según Guamán Poma, cada noviembre las acllas eran seleccionadas de cada ayllu, no importando si eran miembros de la familia inca, hijas de un curaca o de origen humilde: el único requisito era el de virginidad. De acuerdo a Cieza de León, la ausencia de linaje pasaba a segundo plano cuando la belleza y el talento de la joven era destacable.Existían diferencias entre las casas del Cuzco y las que se localizaban en provincias: en las primeras las mujeres sí debían ser de sangre real ya que estaban destinadas a ser las 'esposas del Sol.